# Cerveruela
Cerveruela è un comune spagnolo di 25 abitanti situato nella comunità autonoma dell'Aragona.